# Alejandra Paredes
María Alejandra Paredes Orejuela (Guayaquil, 6 de enero de 1983) es una actriz de cine, teatro y televisión ecuatoriana. Es mayormente reconocida por su personaje "Penélope de la Cruz" en la serie cómica La pareja feliz.

## Biografía
Su madre es Lorgia Orejuela, una destacada nadadora ecuatoriana. A los 17 años fue modelo de la agencia de Denisse Klein. Inició en la televisión participando en las series De la vida real y Secretos, de Ecuavisa. Su papel más reconocido es el de "Penélope de la Cruz" en la serie La pareja feliz donde actuó junto a David Reinoso y Flor María Palomeque. También tuvo roles dentro de Mostro de Amor, "La Tremebunda Corte" y "El Hombre de la Casa". Se ha desempeñado como la relacionista pública de la Escuela Paradox.
Se ha desenvuelto como directora de las obras para microteatro "La balada de John y Yoko" y para teatro infantil "Los grillos sordos" y "Chiquititas".
En 2019 participó en la segunda temporada de la bioserie Sharon la Hechicera, y durante el mismo año y en 2020 forma parte de la quinta y sexta temporada de la serie 3 familias.
En 2006 debuta en el cine como protagonista de la película "Mercedes de Jesús" , largometraje biográfico de la beata ecuatoriana Mercedes de Jesús Molina y Ayala, dirigida por el cineasta ecuatoriano César Carmigniani, {[ref] universo.com/2006/06/18/0001/260/C4BEB49532C140BD98E7D7E9E826E840.html/} En el año 2008 nuevamente participó en cine con la película Narcisa de Jesús, dirigida también por César Carmigniani. {[ref]https://www.eluniverso.com/2008/05/15/0001/1199/6EBDD95F599D4DA8AB0387855E1BBB84.html/} (enlace roto disponible en Internet Archive; véase el historial, la primera versión y la última).
En el 2015 regresa al cine para participar en el cortometraje "Tráeme tu amor" dirigido por la productora DZIGA , para el festival Los Cortos de Urdesa, en donde ganó el premio a Mejor Actriz .{[ref]https://www.ecuavisa.com/entretenimiento/monedita-triunfo-este-sabado-cortos-urdesa-BWEC83157} (enlace roto disponible en Internet Archive; véase el historial, la primera versión y la última). {[ref]https://www.youtube.com/watch?v=0QwRzNQxtbY}
En el 2020 forma parte del elenco de la película histórica Camino a la libertad junto a Emmanuel Palomares, Efraín Ruales, Verónica Pinzón, Juan Carlos Román, entre otros. El mismo año se une a TC Televisión como parte de la serie Antuca me enamora, en sustitución de Carolina Jaume.

## Trayectoria

### Series y telenovelas
| Año       | Programa               | Personaje                                               |
| --------- | ---------------------- | ------------------------------------------------------- |
| 2022      | Compañía 593           | Emilia de Peláez                                        |
| 2020      | Antuca me enamora      | Sixta Antonia "Sisi" Mena Mora                          |
| 2019-2020 | 3 familias             | Lourdes "Lili" Smith                                    |
| 2019      | Sharon 2: El desenlace | Ab. Ana María Vera                                      |
| 2013      | Secretos               | Reparto                                                 |
| 2011      | La Tremebunda Corte    | María Concepción de la Jaba y el Trapiche "La Conchito" |
| 2010      | Mostro de Amor         | Cuky Guzmán                                             |
| 2009-2014 | La pareja feliz        | Penélope de la Cruz "Penélope Cruzeta"                  |
| 2007      | El hombre de la casa   | Naty                                                    |
| 2003      | De la vida real        | Varios personajes                                       |

### Teatro

#### Como actriz
- La pareja feliz (como Penélope Cruzeta)
- El amante
- La gata sobre el tejado de zinc caliente
- Hollywood somos nosotras
- Radio Maja...dera (como Penélope Cruzeta)
- A 2.50 la cuba libre

#### Como directora
- La balada de John y Yoko
- Los grillos sordos
- Chiquititas

### Cine
| Año  | Película             | Personaje                |
| ---- | -------------------- | ------------------------ |
| 2020 | Camino a la libertad | Ana Garaycoa de Villamil |